# أليس إس. تايلر
أليس إس. تايلر (بالإنجليزية: Alice S. Tyler)‏ هي أمينة مكتبة أمريكية، ولدت في 27 أبريل 1859 في ديكادور في الولايات المتحدة، وتوفيت في 18 أبريل 1944.